# Королівська Академія вишуканих мистецтв в Брюсселі
50°50′38″ пн. ш. 4°20′52″ сх. д. / 50.844° пн. ш. 4.3477° сх. д.

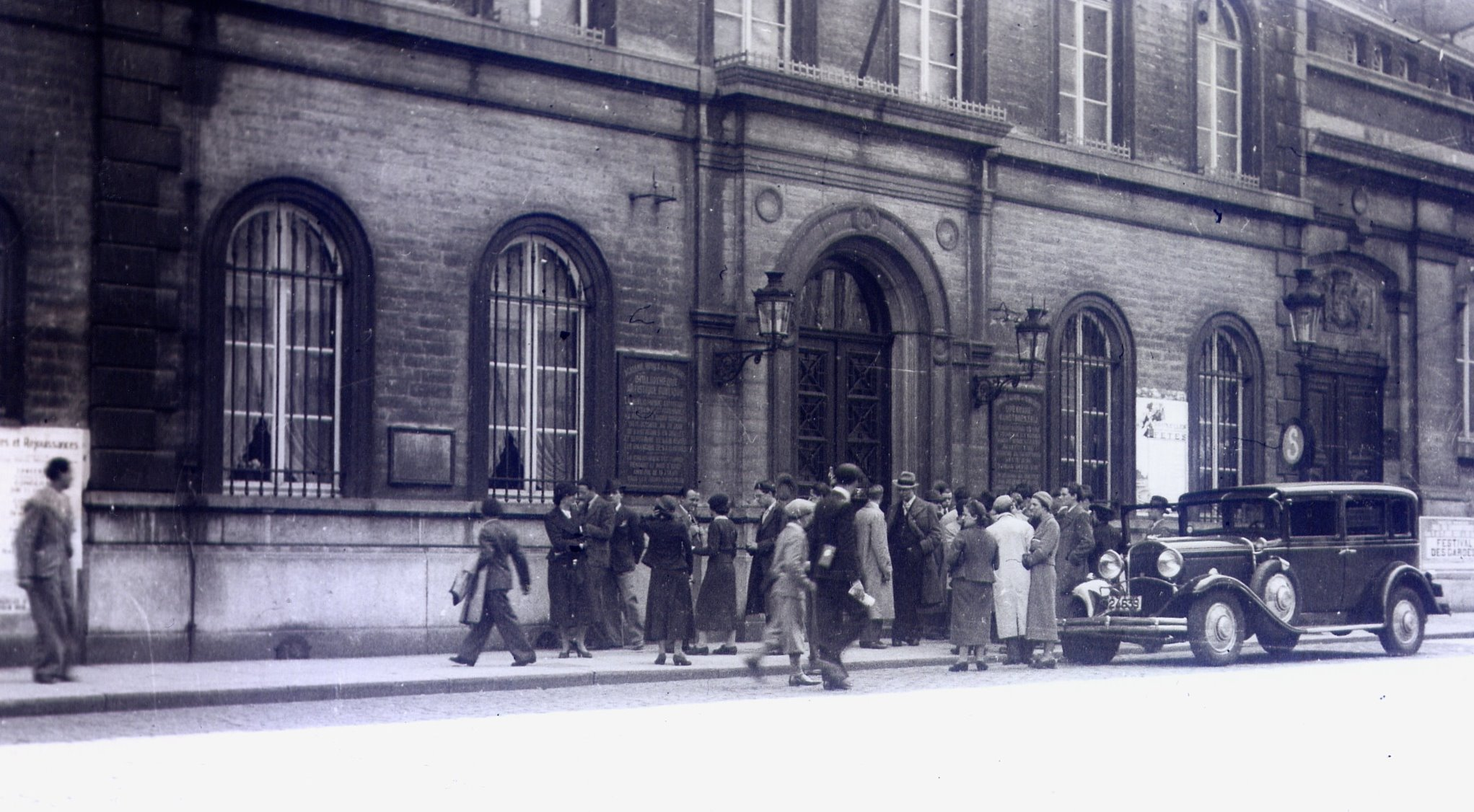
Королівська Академія витончених мистецтв, Брюссель, 1935 р.

Королівська Академія вишуканих мистецтв в Брюсселі (фр. Académie royale des beaux-arts de Bruxelles) — академія мистецтв у бельгійській столиці, заснована в 1711 році. Серед учнів та викладацького складу Академії знаходяться імена найвідоміших бельгійських художників, скульпторів і архітекторів. Тут навчалися: Джеймс Енсор, Рене Магрітт та Поль Дельво. Деякий час наприкінці 1880 року в Академії навчався відомий голландський художник Вінсент ван Гог, отримуючи знання з анатомії, композиції та перспективи. Пейо, творець Смурфів, також навчався тут.
Спочатку Академія розташовувалась в одній єдиній кімнаті міської ратуші. В 1876 році заклад переїхав в колишній монастир і сирітський притулок по вулиці Міді, який було відреставровано міським архітектором П'єром-Віктором Ямаєром, і в якому Академія знаходиться й понині.
Найвідоміші управителі Академії:
- Франсуа-Жозеф Навез[ru] (1835—1862)
- Жан-Франсуа Портель[ru] (1878 — ?)
- Віктор Руссо (1919—1922; 1931—1935)
- Віктор Орта (1927—1931)
- Поль Дельво (1965—1966)

Академію іноді плутають з Бельгійською Королівською Академією наук та мистецтв та Академією вишуканих мистецтв у складі Інституту Франції.
50°50′38″ пн. ш. 4°20′52″ сх. д. / 50.8440° пн. ш. 4.3477° сх. д.